# Roseč
Roseč (en allemand : Rosetsch) est une commune du district de Jindřichův Hradec, dans la région de Bohême-du-Sud, en République tchèque. Sa population s'élevait à 235 habitants en 2020.

## Géographie
Roseč se trouve à 8 km à l'ouest-sud-ouest du centre de Jindřichův Hradec, à 36 km au nord-est de České Budějovice et à 111 km au sud-sud-est de Prague.
La commune est limitée par Ratiboř à l'ouest et au nord, par Jindřichův Hradec à l'est et par Polště et Hatín au sud.

## Histoire
La première mention écrite du village date de 1367.

## Source
- (cs) Cet article est partiellement ou en totalité issu de l’article de Wikipédia en tchèque intitulé « Roseč » (voir la liste des auteurs).